# Innan frosten
Innan frosten - literalmente Antes da geada - é um livro do escritor  sueco   Henning Mankell , publicado em 2002, pela Leopard Förlag.